# Zee TV
Zee TV (рус. Зи ТВ) — бывший индийский развлекательный телеканал, который входил в список телеканалов Zee Network. Аудитория канала во всём мире насчитывала около 650 миллионов зрителей в более чем 168 странах. В Индии он (вместе с телеканалами STAR Plus и Colors) входит в тройку главных развлекательных каналов страны (GEC или «General Entertainment Channel») и наиболее сильные позиции имеет в штатах Пенджаб и Махараштра. На территории России канал начал транслироваться c 14 июля 2007 года.

## История
Телеканал создан в 1992 году. Основателем Zee TV и вдохновителем концепции развития телеканала был индийский бизнесмен Субхаш Чандра, а автором бизнес-плана Ашок Куриен, ставший позднее членом совета директоров Zee Entertainment Enterprises Limited (ZEE). На момент своего запуска Zee TV был первым частным телеканалом Индии на хинди и единственным конкурентом правительственного хиндиязычного телеканала Doordarshan. Первоначально телеканал вещал 3-4 часа в прайм-тайм, но вскоре стал 24-часовым. Для обеспечения телеканала собственной продукцией в том же году была организована Zee Telefilms Limited (ZTL), позднее известная как Zee Entertainment Enterprises Limited (ZEE).
В 1990-е годы популярность Zee TV принесли телевизионная игра «Saanp Seedi» (1992), телесериалы «Tara» (1993), «Banegi Apni Baat» (1993), «Hum Paanch» (1995), «Amanat» (1997), шоу «Zee Horror Show» (1993), «Aap Ki Adalat» (1993), «Khana Khazana» (1993), «Antakshari» (1994), «Sa Re Ga Ma Pa» (1995), «India`s Most Wanted» (1999). К июлю 2000 года 9 из 10 самых популярных программ на телевидении транслировались по Zee TV. Однако после запуска шоу «Kaun Banega Crorepati» на телеканале STAR, Zee TV потерял значительную часть своей зрительской аудитории и первое место в GEC. Попытки восстановить утраченные позиции с помощью запуска новых шоу не удались и руководство телеканала решило опереться на женскую аудиторию: в октябре 2005 года начался показ телесериала «Saat Phere», а в январе 2006 года стал транслироваться телесериал «Kasamh Se». Оба имели очень высокий рейтинг на телевидении. С тех пор «линейка» телесериалов была расширена, их рекламе стало уделяться много средств. В то же время из шоу на Zee TV были оставлены только высокорейтинговые шоу талантов: «Sa Re Ga Ma Pa», «Sa Re Ga Ma Pa Li`l Champs», «Dance, India, dance», «Dance India Dance Li`l Masters».
14 июля 2007 года телеканал появился в России. Первым его спутниковым оператором был «Орион Экспресс», но уже в 2009 году телеканал стал транслироваться на нескольких платформах — «Экспресс-АМ2», Eurobird 9, Intelsat 906. Кроме России, Zee TV смотрят в Молдове, Украине, Казахстане, Эстонии, Латвии, Литве и других странах. В конце мая 2014 года начал вещание в составе «Триколор ТВ».
1 января 2023 года российский телеканал Zee TV переименован в телеканал «Индия». Программное наполнение телеканала полностью изменилось, Поменялся и логотип. Наименование телеканала по СМИ осталось прежним, изменилось только брендированное название.

## Программы
Почти весь телевизионный контент телеканала произведен или снят по заказу Zee TV (за исключением болливудских фильмов). Все программы дублируются на русский язык на четырёх специализированных студиях в Мумбаи (Бомбей) в Индии и Дубае в Объединенных Арабских Эмиратах. Тексты читают специально нанятые актеры из России. Содержание телеканала в России состоит из болливудских фильмов, телесериалов и телепередач о культуре Индии. Каждый день в эфир выходит три фильма с ограниченным повтором.
Телепередачи:
- В 2012—2013 годах:
  - о кино: «Болливудские семьи», «В кадре и за кадром», «Лучшее киноблюдо из Болливуда», «Легенды старого кино», «Легенды старого кино» — 2", «Мир Болливуда», «100 % Болливуд»;
  - о здоровье: «Йога для Вас»;
  - о путешествиях: «Бизнес-путешествие», «Гид по Индии», «Здравствуй, Индия!», «Многоликая Индия», «Открой для себя Махараштру», «Только в Индии», «Только в Индии» — 2;
  - о кухне: «Меню Махараштры», «Местная еда в местном стиле», «С пылу, с жару», «Что на завтрак?», «Секреты звёздной кухни»;
  - о сверхъестественном: «Во власти страха».

Шоу:
- о танцах: «Танцуй, Индия, танцуй. Маленькие мастера» / «Dance India Dance Li`l Masters» (в 2012—2013 годах).
- о пении: «До, Ре, Ми, Фа, Соль — Маленькие Чемпионы» / «Sa Re Ga Ma Pa Li`l Champs» (с 2013 года).

Телесериалы:
- В 2004—2005 году: «Проделки Карины» / «Kareena Kareena».
- В 2005—2007 годах: «Королева Джханси» /«Jhansi ki Rani»
- В 2007—2009 годах: «Невестка» / «Banoo Main Teri Dulhann».
- В 2010—2011 годах: «Я выросла здесь» / «Yahaaan Main Ghar Ghar Kheli» (первый сезон).
- В 2012 году: «Богом данная» / «Choti Bahu», «Вторая свадьба» / «Punar Vivaah — Zindagi Milegi Dobara», «Чистая душа» / «Ardhangani — Ek Khoobsurat Jeevan Saath», «Хочу танцевать!» / «Jhoome Jiiya Re», «Я выросла здесь» — 2 / «Yahaaan Main Ghar Ghar Kheli» — 2, «Другая» / «Aapki Antara», «Злая любовь» / «Rabba Ishq Na Hove», «Марионетки судьбы» / «Do saheliyaan — Kismat Ki Kathputliyan», «Дорога в жизнь» / «Yahaan Ke Hum Sikander».
- В 2013 году: «Я выросла здесь» — 2 / «Yahaaan Main Ghar Ghar Kheli» — 2, «Вторая свадьба» / «Punar Vivaah — Zindagi Milegi Dobara», «Другая» / «Aapki Antara», «Марионетки судьбы» / «Do saheliyaan — Kismat Ki Kathputliyan», «Дорога в жизнь» / «Yahaan Ke Hum Sikander», «Обещание» / «Kasamh Se», «Согласие» / «Qubool Hai».
- В 2014 году: «Два сердца, одна судьба» / «Do Dil Bandhe Ek Dori Se», «Юные годы чудесные» / «Sapne Suhane Ladakpan Ke», «Джодха и Акбар: История великой любви» / «Jodha Akbar»
- В 2015 году :«Женская доля» / «Kumkum Bhagya»